# Johann Matthias Kager
Pour les articles homonymes, voir Johann Matthias, Johann, Matthias et Kager.
Johann Matthias Kager, né en 1566 ou 1575, à Munich, et mort en 1634, ou 1635 à Augsbourg, est un peintre allemand d'histoire.

## Biographie
Il est né dans la capitale bavaroise Munich. Il est à l'origine un élève de Pieter de Witte (Candito), mais dans sa jeunesse, il se rend à Rome et y reste plusieurs années.
À son retour, il est appelé à Munich par l'électeur Maximilien, qui le nomme son peintre principal, et lui accorde une indemnité considérable. Il est installé à Augsbourg, et a passé le reste de ses années dans ce lieu, devenant bourgmestre. Il est mort à Augsbourg en 1634.

## Œuvres
Il a décoré plusieurs palais et des églises à Munich, mais son plus bel ouvrage, intitulé Le Jugement dernier, est dans la salle du Sénat à Augsbourg. Une image remarquable qu'il a réalisée est une représentation de David et Abigail, aujourd'hui à Vienne.
Il gravé plusieurs plaques de sa propre conception, représentant des sujets religieux (datées de 1600, 1601 et 1603), et ses images ont également été gravées par deux membres de la famille Sadeler et par Kilian, les plaques dénombrées dépassent les soixante-dix. Il a exercé dans l'architecture, et peint quelques miniatures, mais son travail principal était dans la fresque et la peinture à l'huile.
Les Beaux-Arts de Paris possèdent des dessins de l'artiste :
- Baptême du Christ (plume, encre noire et lavis d'encre de Chine, H. 0,369 ; L. 0,221 m)[4].  On ignore la destination de ce dessin très abouti, dont la forme et la taille évoquent un projet soumis au commanditaire d'un tableau d'autel. Il présente des traits caractéristiques des œuvres des années 1600, comme la liberté de la facture de la végétation. Plusieurs détails se retrouvent dans plusieurs planches du premier volume de Bavaria Sancta dont les études préparatoires ont été réalisées avant 1614[5].
- La Vierge en gloire, attribué à Johann Matthias Kager (plume, encre brune et lavis d'encre de Chine, H. 0,280 ; L. 0,194 m)[6]. Ce dessin est daté de son départ de Munich en 1603. Cette composition connaît un certain succès, il en existe deux copies dessinées conservées à la Staatliche Graphische Sammlung de Munich et aux Städtische Kunstsammlungen d'Augsbourg. La version définitive, sans doute un tableau de petit format destiné à un autel domestique ou à un cabinet d'amateur, n'a pas été retrouvée[7].
- Erato, muse de la poésie et du chant, pinceau à l'encre de Chine et rehauts de blanc sur papier brun lavé de bistre,  H. 0,330 ; L. 0,397 m, inv. Mas 2181[8],[9].